# Arno Anzenbacher
Arno Anzenbacher (* 14. února 1940 Bregenz) je rakouský filosof a teolog.
V letech 1958–1964 studoval filosofii a katolickou teologii v Innsbrucku a ve švýcarském Fribourgu. Roku 1965 získal doktorát z filosofie (profesor Józef Bocheński) a roku 1971 u profesora Ericha Heintela se habilitoval na univerzitě ve Vídni. V následujících letech (1972-81) působil na filosofické a katolické teologické fakultě Vídeňské univerzity, od roku 1981 byl univerzitním profesorem křesťanské antropologie a sociální etiky na Katolické teologické fakultě Univerzity v Mohuči. Tamtéž je v současné době emeritním profesorem.

## Dílo
výběr
- Analogie und Systemgeschichte, 1977
- Die Intentionalität bei Thomas von Aquin und Edmund Husserl, 1972
- Die Philosophie Martin Bubers, 1965
- Menschenwürde zwischen Freiheit und Gleichheit, Christliche Soziallehre – Prinzipien und Konfrontation, 1977

České překlady
- Úvod do etiky (Was ist Ethik? Eine fundamentalethische Skizze), 1987 – v Česku vyšlo roku 2001 v překladu Karla Šprunka
- Úvod do filosofie (Einführung in die Philosophie), 1981 – tato kniha se v Česku řadí mezi nejpopulárnější ve svém oboru, v překladu Karla Šprunka vyšla již před r. 1989, v samizdatu, a po revoluci byla několikrát vydána (např. roku 2004)